# L'opera al nero
L'opera al nero è un romanzo storico di Marguerite Yourcenar del 1968, le cui vicende ruotano attorno alla figura di Zenone, un filosofo, scienziato e alchimista che l'autrice immagina essere nato in Belgio nel XVI secolo. Dal libro è stato tratto nel 1988 il film L'opera al nero, con Gian Maria Volonté nel ruolo di Zenone.
Il titolo è un riferimento all'omonima fase alchimistica della Grande Opera.

## Trama
Zenone nasce a Bruges agli inizi del Cinquecento in una famiglia di mercanti. In quanto figlio illegittimo, viene avviato alla carriera ecclesiastica, sotto la guida del canonico Bartolomeo Campanus. Il ragazzo, spronato dall'amore del canonico per la letteratura, si dedica con passione ai libri e allo studio, trovando nei classici gli strumenti utili al ragionamento e allo sviluppo del pensiero, ma allontanandosi sempre più dalla dottrina cristiana. Dopo i primi tempi alla scuola di teologia, dove non ha difficoltà a ottenere ottimi risultati, Zenone decide di partire per un viaggio senza fine in giro per il mondo alla ricerca di sé. Per mantenersi fa un po' di tutto, ma le sue principali attività erano medicina e, segretamente, alchimia e filosofia, ragione per cui si sposta di città in città e di corte in corte, alla ricerca di nuovi saperi. Scrive di scienza e di alchimia, subendo sospetti e condanne a causa delle sue teorie, considerate ateistiche ed eretiche. Vive d'altronde in un'epoca in cui, tra riforma e controriforma, l'Europa è attraversata da forti tensioni religiose e il solo sospetto di eresia può portare al rogo; un intero capitolo del libro è dedicato alla rivolta anabattista di Münster, avvenuta tra il 1534 e il 1535.
Ormai cinquantenne, Zenone decide di tornare sui suoi passi e di trascorrere un po' di tempo a Bruges sotto il falso nome di Sebastiano Theus. Qui incontra l'istruito e lungimirante priore dei Cordiglieri che gli offre un posto come medico presso l'ospizio del suo ordine. Lo stato di immobilità e di monotonia del suo nuovo lavoro non gli fa rimpiangere la vita movimentata fino allora trascorsa, anzi è l'inizio di una nuova stagione della sua vita. Zenone continua la sua fervente attività intellettuale che però non si rivolge più alle grandi tematiche, ma alla riflessione sul rapporto tra il corpo e il mondo. Ne risulta un radicale distacco dalla propria particolarità umana, Zenone si immerge nell'oceano delle forme abbandonando ogni preconcetto filosofico. È in questo momento che Zenone capisce che si sta compiendo in lui l'opus nigrum ((LA) "opera nera"), ovvero la fase alchemica di spoliazione delle forme, della dissociazione degli elementi e di purificazione della materia: egli stesso è la propria opera, e deve attraversare la fase della 'nigredo' per purificare la propria sostanza dalle filosofie e teologie imperfette del suo secolo e accedere così a una diversa cognizione del mondo e di se stesso.
Una nuova svolta nella vicenda di Zenone avviene quando il priore dei Cordiglieri muore dopo una lunga malattia e con essa anche parte della sua copertura. Poco dopo, un grave scandalo trapela dalle mura del convento: alcuni frati si riuniscono nottetempo in stanze sotterranee e insieme a una giovane conversa celebrano riti orgiastici. Uno degli adepti è frate Cipriano, aiutante nell'ospizio di Zenone che al momento di difendersi coinvolge il medico accusandolo di complicità. Il finto dott. Theus si trova allora costretto a rivelare la sua vera identità e con essa vengono ricordate tutte le imputazioni d'eresia che fino ad allora gravavano sul suo nome. A nulla gli valgono le sue tesi difensive e dopo settanta giorni di agiata prigionia, la sua fine è ormai segnata: Zenone dovrà morire sul rogo, da eretico. Ma la sera prima dell'esecuzione, la ferrea disciplina mentale mantenuta durante tutto il periodo del processo si spezza improvvisamente. Zenone allora decide di mettere fine alla sua vita di propria mano prima che gli diventi impossibile una fine razionale. La sua morte deliberata si tingerà, negli ultimi istanti dell'agonia, dei colori alchemici dell''albedo' (bianco) e della 'rubedo' (rosso), adombrando la conclusione della sua opera umana e il passaggio ad una sostanza superiore.

## Edizioni italiane
- Marguerite Yourcenar, L'Opera al nero ( traduz. Marcello Mongardo ), Feltrinelli, 1969,  p. 304, ISBN 88-07-81062-X.
- Marguerite Yourcenar, L'Opera al nero ( in OPERE vol.1 nuova traduz. Francesco Saba Sardi ), Bompiani, 1986,  pp. 579-905, ISBN 88-452-1272-6.
- Marguerite Yourcenar, L'opera al nero letto da Maddalena Crippa. Audiolibro in formato audio mp3. Feltrinelli, 2011.